# Pareulype nevadensis
Pareulype nevadensis là một loài bướm đêm trong họ Geometridae.